# Cycas riuminiana
{{#ifeq:0|0|{{#if:|{{#if:Cycasriuminiana|[[]}}|}}}}
Cycas riuminiana — вид голонасінних рослин класу саговникоподібні (Cycadopsida).

## Опис
Стебла деревовиді. Листя яскраво-зелене, дуже глянцеве або напівглянсове, довжиною 110–180 см. Пилкові шишки веретеновиді, 44–55 см завдовжки, 8–11 см діаметром. Мегаспорофіли 16–19 см завдовжки, коричнево-повстяні. Насіння плоске, яйцевиде, 40–50 мм завдовжки, 26–30 мм завширшки; саркотеста жовта.

## Поширення, екологія
Цей вид росте на острові Лусон на Філіппінах. Трапляється при від 615 до 800 м. Цей вид зустрічається в закритих низинних вічнозелених лісах на низьких і середніх висотах. Населення добре росте на березі на крутих скелястих хребтах. росте разом з видами з родин Annonaceae, Sterculiaceae, Myrtaceae, Sapindanceae, Rubiaceae, Moraceae, Euphorbiaceae. У лісі панують Cycas riuminiana, Heritiera sylvatica, Syzygium, Ficus, Pterospermum diversifolium. Рослини знаходяться на суглинному ґрунті. Ґрунт має дуже високий вміст азоту, але з низьким вмістом фосфору. Він має достатню кількість калію.

## Використання
Вирощується як декоративна рослина; листя також використовуються в релігійних ритуалах.

## Загрози та охорона
Типове місце знаходження під високою загрозою розвитку ексклюзивної житлової курортної зони. Телекомунікаційна вежа була побудована на піку гори. Розширення сільськогосподарських угідь також загроза. У садовій торгівлі, види популярний через свій стрункий стовбур. Найбільша популяція знаходиться в англ. Mount Arayat National Park.